# Cinturão do Algodão

Cotton Belt

O cinturão do algodão (em inglês: cotton belt) é a designação dada à região do sudeste dos Estados Unidos da América onde durante a maior parte do século XIX e a primeira metade do século XX a cultura do algodoeiro assumiu um papel preponderante na economia.
Especialização no cultivo do algodão, ocorrendo tradicionalmente no sudeste, por ser uma região mais quente, mas nos últimos anos a Califórnia tem demonstrado aumento no índice desse tipo de produção.
- O coração do cinturão de algodão foi Mississippi, Alabama e a Geórgia, juntamente com partes do Texas e Arkansas.
- Em seu apogeu, o cinturão de algodão ficou conhecido também como Reino do Algodão.